# TJ Cuthand

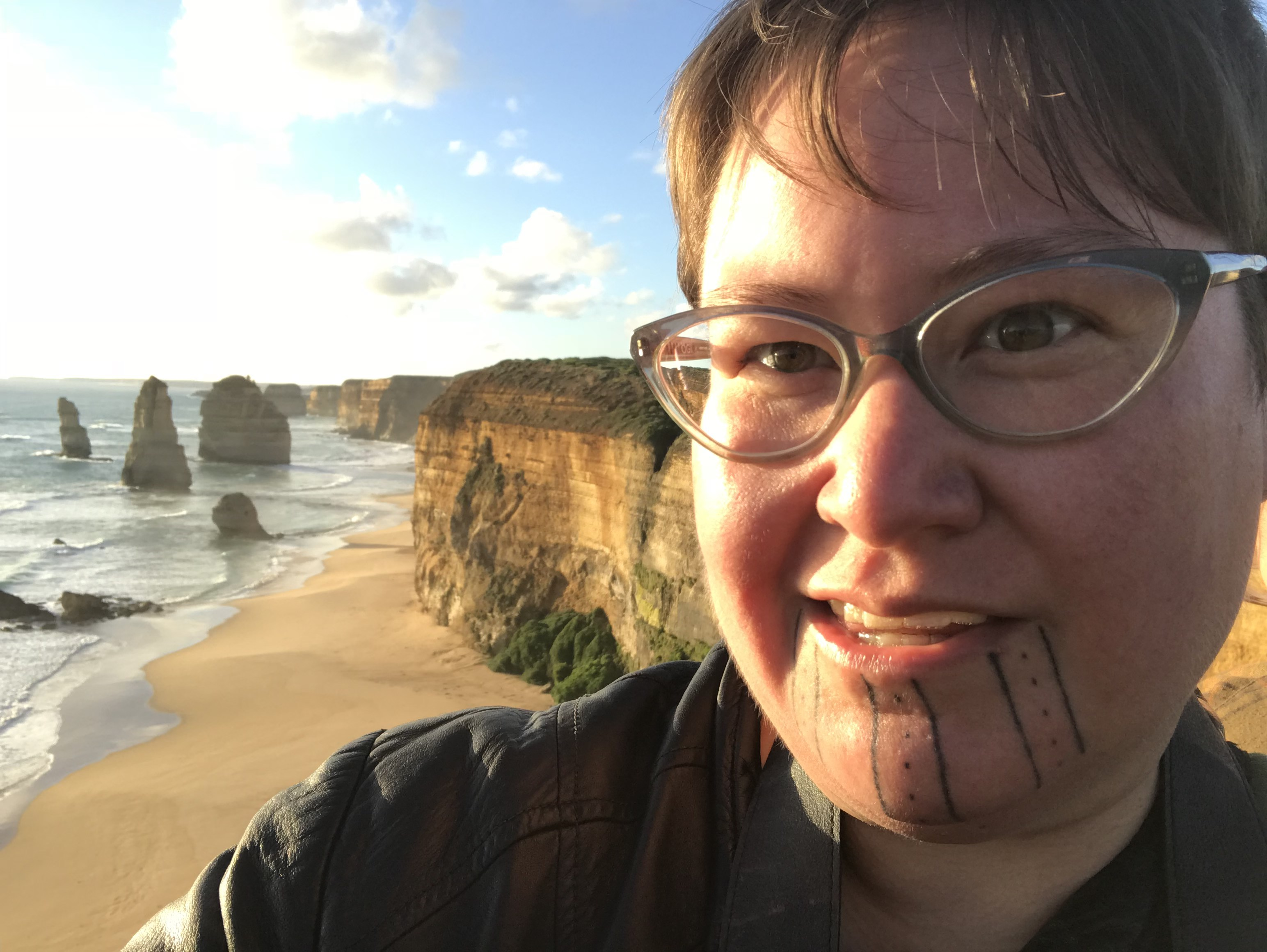
TJ Cuthand (Australien, 2018)

TJ Cuthand (geboren 1978 in Regina (Saskatchewan)) ist ein kanadischer Filmemacher, Video- und Performancekünstler, Schriftsteller und Kurator mit Plains Cree sowie schottischen und irischen Wurzeln. Er ist Angehöriger der Little Pine First Nation. Ihm wird zugeschrieben, den Begriff Indigequeer/Indigiqueer geprägt zu haben, der sich auf Personen indigener Herkunft bezieht, welche sich im LGBTIQ-Spektrum verorten. Im Mai 2022 hatte er sein Coming-out als Transmann. Seine Experimentalfilme und Videos haben eine ausgeprägt tagebuchartige DIY-Ästhetik und erzählen Geschichten, die sich mit persönlichen Erfahrungen von Identität, Ethnizität, Sexualität, Beziehungen, Altersdiskriminierung und psychischer Gesundheit befassen.

## Leben
TJ Cuthand wuchs in Saskatoon als Thirza Jean Cuthand auf. Seine Eltern, Ruth Cuthand und Edward Poitras, sind als bildende Künstler tätig, so dass Cuthand bereits in früher Kindheit von höchst unterschiedlichen künstlerischen Einflüssen, insbesondere der indigenen Kunstszene Saskatchewans geprägt wurde. Die bildende Cree-/Métis-Künstlerin Lori Blondeau aus Winnipeg ist seine Tante väterlicherseits. Cuthand schreibt der kanadischen Regisseurin Maureen Bradley zu, dass sie ihm beigebracht habe, sein erstes Video zu drehen. Weitere frühe Mentoren waren Dana Claxton, Shawna Dempsey und Lorri Milan. In frühen Biografien spielte Cuthand mit der Selbstbezeichnung „bipolar butch lesbian two spirited boy/girl thingamabob“ (bipolare Butch-Lesbe two-spirit Junge/Mädchen-Dingsbums). Mit dem Coming-out als trans Mann im Jahr 2022 äußerte sich Cuthand auf seinem Blog dahingehend, dass er sich mit der Namensgebung TJ Cuthand am wohlsten fühle.

## Werk
Ein Queerfilm-Festival und ein Workshop, den Cuthand noch während seiner Zeit auf der High School im Jahr 1995 in Saskatoon besuchte, brachten ihn auf die Idee, seine Videoexperimente einem größeren Publikum zugänglich zu machen. Der Workshop mündete in der Produktion seines Kurzvideos Lessons in Baby Dyke Theory, das zu renommierten internationalen Filmfestivals eingeladen wurde. Cuthand war zu diesem Zeitpunkt erst sechzehn. 1999 wurde er für eine Künstlerresidenz bei Videopool und Urban Shaman ausgewählt, bei dem er Through the Looking Glass fertigstellte, ein Werk, das auf Lewis Carrolls gleichnamigen Roman Bezug nimmt. Cuthand übernahm darin die Rolle von Alice, die sich mit der Roten Königin (gespielt von Lori Blondeau) und der Weißen Königin (Shawna Dempsey) über Themen wie das kulturelle Erbe und die soziale Konstruktion des Begriffs und Konzepts von Rasse austauscht.
Nach seinem frühen ersten Erfolg als Filmemacher studierte er im Schwerpunktbereich Film und Video an der Emily Carr University of Art and Design in Vancouver und schloss dieses Studium im Jahr 2005 mit einem Bachelor of Fine Arts ab. 2015 erhielt er seinen Master of Arts in Media Production an der Ryerson University in Toronto.
Cuthand zog im September 2014 nach Toronto, um sich, nach eigenen Aussagen, künstlerisch weiterzuentwickeln. Viele seiner Projekte hat TJ Cuthand selbst finanziert, obwohl er zunehmend mit größeren Budgets arbeitet. Cuthand ist darüber hinaus als Kurator tätig und hat Filmprogramme für ImageNation und Video Out in Vancouver, Paved Art in Saskatoon und Queer City Cinema in Regina zusammengestellt.
Im Jahr 2020 veröffentlichte Cuthand ein Videospiel unter dem Titel A Bipolar Journey, in das er seine Erfahrungen als Betroffener einer Bipolaren Störung eingebracht hat.

## Rezeption
Cuthands Arbeiten wurden auf zahlreiche Festivals und in Ausstellungen eingeladen, darunter in den Walker Art Center (Minneapolis), die Mackenzie Art Gallery in Regina, die Internationalen Kurzfilmtage Oberhausen, das San Francisco Gay and Lesbian Film Festival, die 9. Biennale de l’Image en Mouvement (Genf) und die 70. Internationalen Filmfestspiele Berlin. In deren Rahmen wurde in Kooperation mit der kanadischen Botschaft in Berlin im Jahr 2020 die NDN Survival Trilogy (Reclamation, Extractions and Less Lethal Fetishes) gezeigt, eine Vierkanal-Videoinstallation mit Kurzfilmen zum Thema extraktiver Kapitalismus und dessen Auswirkungen auf die indigene Bevölkerung Kanadas.
Im Jahr 2019 war er zur Whitney Biennale eingeladen, die von Kontroversen um den stellvertretenden Vorsitzenden des Whitney Museums, Warren Kanders, überschattet wurde, in deren Zusammenhang zahlreiche Künstlerinnen und Künstler ihre Beiträge zurückzogen. Kanders hatte dem Museum rund 10 Millionen Dollar gespendet. Sein Vermögen stammt jedoch aus dem Unternehmen Safariland LLC, das Bereitschaftsausrüstung, Tränengas und andere chemische Waffen herstellt, die von Polizei und Militär zur gewaltsamen Durchsetzung der zivilen Ordnung eingesetzt werden. Cuthand teilte die kritische Haltung gegenüber Kanders, sprach sich jedoch dafür aus, in einen Dialog einzutreten und zog die eigenen Filmbeiträge nicht zurück. Infolge der Proteste trat Kanders im Sommer 2019 von seiner Position im Vorstand des Whitney Museums zurück.

## Preise
- 2017: Reveal Indigenous Art Award der Hnatyshyn Foundation

Kwêskosîw (She Whistles)
- 2021: Golden Sheaf in der Sektion Fiktionaler Kurzfilm beim Yorkton Film Festival[19]
- 2021: Mana Advancement of Indigenous Rights Award beim Wairoa Maori Film Festival in Neuseeland[20]
- 2021: Bronze Audience Award für den besten kanadischen Kurzfilm beim Fantasia International Film Festival in Montréal